# BabyRiki

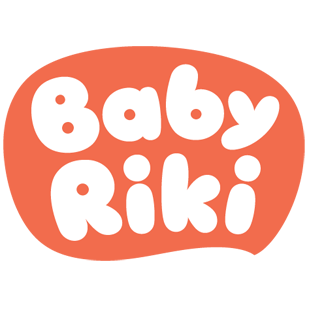
Logotip.

BabyRiki és una sèrie de televisió d'animació infantil russa d'imatge generada per ordinador. És una versió preescolar de Kikoriki. S'ha subtitulat al català pel canal Super3, que l'emet en versió doblada a l'anglès.
La sèrie es va emetre a les plataformes PlayKids i Kabillion, als Estats Units, i al canal LittleBe, al Regne Unit.

## Personatges
- Krashy - una versió infantil d'en Krash.
- Wally - una versió infantil d'en Wally.
- Rosy - una versió infantil de la Rosa.
- ChiChi - una versió infantil d'en Chiko.
- Pandy - una versió infantil de la Pandy.